# Olbia-Tempio (provincie)
Olbia-Tempio (Provincia di Olbia-Tempio) byla italská provincie v oblasti Sardinie. Sousedila na západě s provincií Sassari a na jihu s provincií Nuoro. Její břehy omývá na severu Středozemní moře a na východě Tyrrhenské moře. V roce 2016 došlo k reorganizaci administrativního dělení Sardinie a území této provincie bylo začleněno do sousední provincie Sassari.